# Sangre y arena (1916)
Sangre y Arena és una pel·lícula de 1916, basada en la novel·la homònima de Vicente Blasco Ibáñez. La pel·lícula va ser codirigida pel mateix Blasco Ibáñez i per Max André. Va ser produïda per la marca hispano-francesa Prometheus Films, anomenada igual que l'editorial Prometeo, d'on isqueren els diners per a portar endavant l'empresa.
Esta pel·lícula suposa la primera vegada que el novel·lista assumix tasques de direcció i producció. A més a més, gràcies a l'èxit que va aconseguir a Espanya, Sangre y Arena va exercir una notable influència al cinema espanyol dels anys immediats, i es va situar en els orígens de la després tan utilitzada i recurrent españolada.
Va ser l'única vegada en que Blasco Ibáñez va plasmar en imatges la concepció cinematogràfica de la seua pròpia obra.
Es conserva una cinta procedent de la Filmoteca de Praga, que és una versió amb 800 metres de metratge menys que el de l'original. Esta versió, restaurada per la Filmoteca Valenciana i la de Praga, té un final canviat on es reforcen els paral·lelismes entre el torero i el bandit.

## Restauració
La còpia de la Filmoteca Valenciana va ser donada per Dolores Nebot Sanchis el 1993. Aquell rotllo de pel·lícula, en suport nitrat i en un estat de descomposició que havia produït lesions irreversibles en la imatge, contenia la sisena part de la pel·lícula. D'aquell metratge, que va ser restaurat el mateix any de 1993, se'n salvaren 93 metres.
En 1996, i arran d'una projecció a la Filmoteca Espanyola d'un cicle de pel·lícules arxivades a la Filmoteca de Praga, la Filmoteca Valenciana es posa en contacte amb el Národni Filmový Archiv i obté en préstec una còpia en nitrat amb la que completar un metratge el més semblant possible al metratge original.
Aquella còpia havia estat reparada amb material nitrat de diversa procedència, i hi havien entroncaments, empremtes dactilars o pèrdues d'emulsió. Es va restaurar al laboratori ISKRA i per al transfer de seguretat es va utilitzar una Optical Printer amb finestreta humida.
De la còpia de la Filmoteca Valenciana es van allargar algunes seqüències que a la còpia txeca eren més curtes, es completaren seqüències a l'escena de la recuperació del torero i s'afegí la seqüència de la processó de setmana santa, muntada segons l'orde narratiu de la novel·la.